# Aire d'attraction de Sarrebourg
L'aire d'attraction de Sarrebourg est un zonage d'étude défini par l'Insee pour caractériser l’influence de la commune de Sarrebourg sur les communes environnantes. Publiée en octobre 2020, elle se substitue à l'aire urbaine de Sarrebourg, qui comportait 52 communes dans le zonage de 2010.

## Définition
L'aire d'attraction d'une ville est composée d’un pôle, défini à partir de critères de population et d’emploi ainsi que d’une couronne constituée des communes dont au moins 15 % des actifs travaillent dans le pôle. Le pôle d’attraction constitue ainsi un point de convergence des déplacements domicile-travail,.

## Géographie
L’aire d'attraction de Sarrebourg est une aire inter-départementale qui comporte 87 communes : 81 situées dans la Moselle, 3 en Meurthe-et-Moselle et 3 dans le Bas-Rhin. 

### Carte

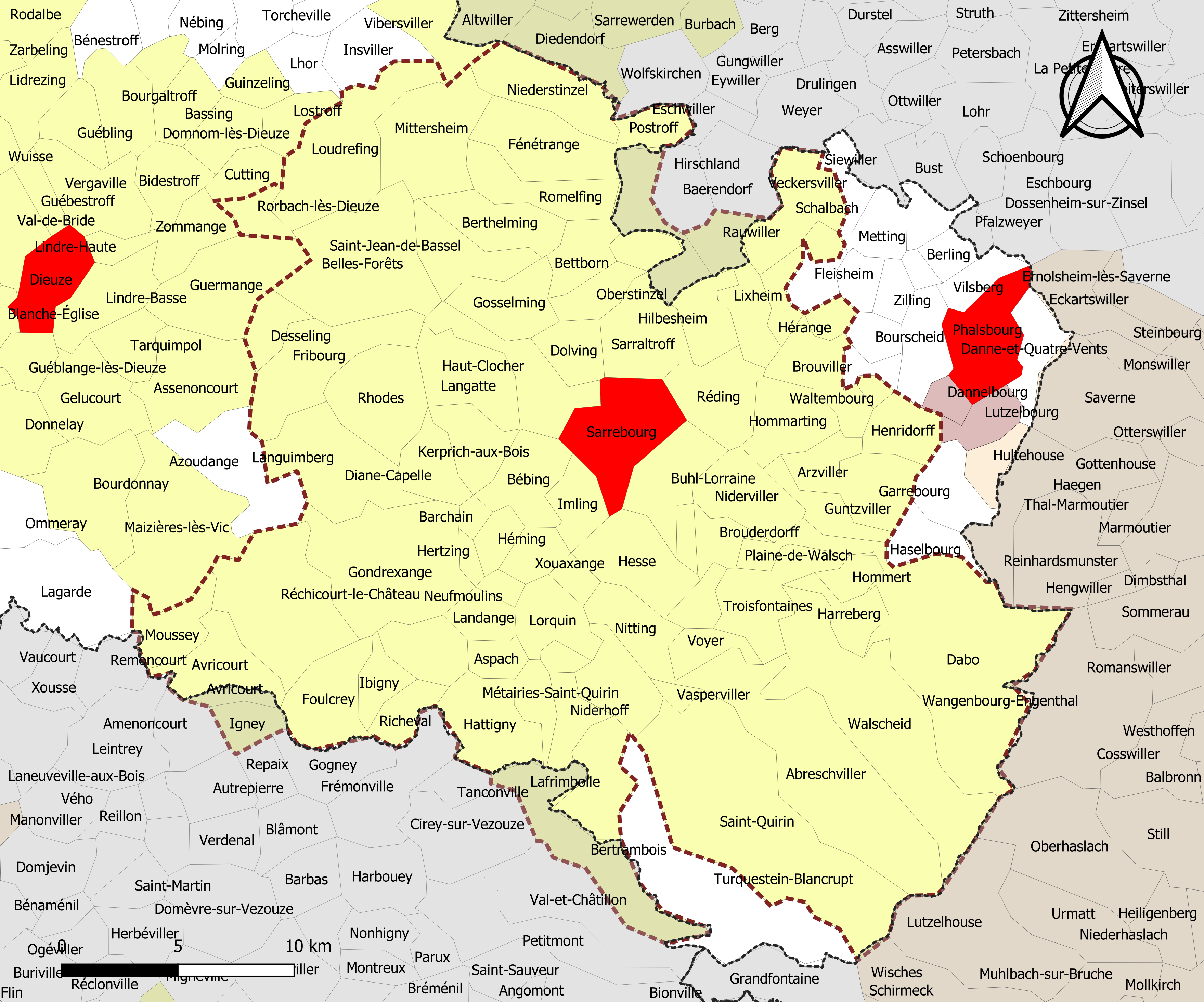
Carte de l'aire d'attraction de Sarrebourg.
Commune-centre
Commune de la couronne

### Composition communale
| Catégorie               | Département        | Communes | Communes |
| Catégorie               | Département        | Nombre   | Libellé |
| ----------------------- | ------------------ | -------- | --- |
| Commune-centre          | Moselle            | 1        | Sarrebourg. |
| Communes de la couronne | Moselle            | 80       | Abreschviller, Arzviller, Aspach, Avricourt, Barchain, Bébing, Berthelming, Bettborn, Bickenholtz, Belles-Forêts, Brouderdorff, Brouviller, Buhl-Lorraine, Dabo, Desseling, Diane-Capelle, Dolving, Fénétrange, Foulcrey, Fraquelfing, Fribourg, Gondrexange, Gosselming, Guntzviller, Harreberg, Hartzviller, Hattigny, Haut-Clocher, Hellering-lès-Fénétrange, Héming, Henridorff, Hérange, Hermelange, Hertzing, Hesse, Hilbesheim, Hommarting, Hommert, Ibigny, Imling, Kerprich-aux-Bois, Lafrimbolle, Landange, Laneuveville-lès-Lorquin, Langatte, Languimberg, Lixheim, Lorquin, Loudrefing, Métairies-Saint-Quirin, Mittersheim, Moussey, Neufmoulins, Niderhoff, Niderviller, Niederstinzel, Nitting, Oberstinzel, Plaine-de-Walsch, Postroff, Réchicourt-le-Château, Réding, Rhodes, Richeval, Romelfing, Rorbach-lès-Dieuze, Saint-Georges, Saint-Jean-de-Bassel, Saint-Louis, Saint-Quirin, Sarraltroff, Schalbach, Schneckenbusch, Troisfontaines, Vasperviller, Vieux-Lixheim, Voyer, Walscheid, Waltembourg, Xouaxange. |
| Communes de la couronne | Meurthe-et-Moselle | 3        | Avricourt, Bertrambois, Igney. |
| Communes de la couronne | Bas-Rhin           | 3        | Gœrlingen, Kirrberg, Rauwiller. |

## Démographie
Cette aire est catégorisée dans les aires de 50 000 à moins de 200 000 habitants, une catégorie qui regroupe 18,4 % de la population au niveau national,.